# 耶茨堡 (北达科他州)
耶茨堡（英語：Fort Yates），是美国北达科他州下属的一座城市。根据2010年美国人口普查，该市有人口184人。2011年估计该市有人口187人，相对于2010年，增长率为1.63%。